# Almenäs

Almenäs är en stadsdel i Borås, några kilometer norr om stadskärnan. Det är huvudsakligen ett rekreationsområde under sommarhalvåret, men innehåller även ett antal gårdar och egnahem. Här finns en stor koloniträdgård. Här ligger även en båthamn för Viskan och Öresjö samt Almenäs badplats.